# 安哥斯度拉市

安哥斯度拉市（西班牙語：Municipio Angostura），是委內瑞拉的一個市，位於該國西部玻利瓦爾州，首府設於皮亞爾城，始建於1986年7月9日，面積54,386平方公里，2011年人口40,918，人口密度為每平方公里0.6人。
在2009年6月之前稱為勞爾萊奧尼市（西班牙語：Municipio Raúl Leoni）。